# Shawn Wayans

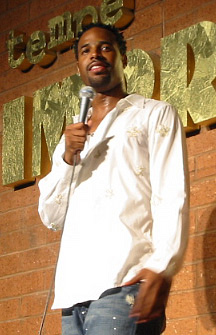
Shawn Wayans (2004)

Shawn Wayans (* 19. Januar 1971 in New York City) ist ein US-amerikanischer Schauspieler, Drehbuchautor und Produzent.

## Leben
Die erste größere Rolle hatte Shawn Wayans in der Comedy-Reihe In Living Color. Richtig bekannt wurde er durch die Serie The Wayans Bros., in der er mit seinem Bruder Marlon ein Bruderpaar in New York spielt. Später erhielt er eine Rolle im Film Scary Movie, wo er auch am Drehbuch mitschrieb.
Für seine Rolle in Little Man erhielt er 2007 als Schlechtester Darsteller zusammen mit seinem Bruder Marlon die Goldene Himbeere. Eine zweite Himbeere bekam er zusammen mit Kerry Washington in der Kategorie Schlechtestes Leinwandpaar.

## Privates
Shawn Wayans ist der Bruder von Keenen Ivory, Marlon, Damon und Kim Wayans.

## Filmografie (Auswahl)
- 1988: Ghettobusters (I’m Gonna Git You Sucka)
- 1991: MacGyver (Fernsehserie, Folge 07x02 Mörderische Absichten)
- 1995: The Wayans Bros. (Fernsehserie, 101 Folgen)
- 1996: Hip Hop Hood – Im Viertel ist die Hölle los (Don’t Be a Menace to South Central While Drinking Your Juice in the Hood)
- 1999: New Blood
- 2000: Scary Movie
- 2001: Scary Movie 2
- 2004: White Chicks
- 2006: Little Man
- 2009: Dance Flick – Der allerletzte Tanzfilm (Dance Flick)